# 单仲友
单仲友，元末明初儒学者。名佑，以字行，庆元路鄞县人，又有记奉化县晦溪人。

## 生平
元末隐居不仕，精研历史和儒家经典，经史百家、程朱之学，靡不深究。博学又通占卜、风水、阴阳五行。明朝洪武年间，与桂彦良同考中明经科举人。上京面见明太祖朱元璋，陈述治理天下之道，又建言改明州地名以避大明国号讳，朱元璋赐名“宁波”，娶“海定则波宁”之义。不久在朝中以心疾回乡归里。
太祖复召启用授国子监助教，改任云南大理府儒学教授。